# Degania Bet
A comunidade coletiva (kibutz) de Degania Bet (em hebraico דְּגַנְיָה ב, D'gánya Bêt), no norte de Israel, foi fundada em 1920 por imigrantes judeus provenientes da segunda aliá, que antes tinham morado no kibutz vizinho de Degania Alef, o mais antigo de do país. Um de seus fundadores foi Levi Eshkol.
Os primeiros anos foram muito difíceis. Na sequência dos distúrbios de 1920, durante vários meses Degania Alef foi atacada e abandonada, mas resistiu bravamente nos cercos seguintes. Também em maio de 1948, teve de enfrentar o exército da Síria, e conseguiu derrotar o invasor, junto com os membros do Degania Alef.
A população atual é a mesma de Degania Alef, cerca de 500 indivíduos, entre eles o nadador Michael Kolganov, medalhista na modalidade de canoagem.